# Ville Valo
Ville Hermanni Valo, finski glasbenik, * 22. november 1976,Vallila, Helsinki, Finska.
Ville Valo je pevec, pisec besedil in gonilna oseba (frontman) finske glasbene skupine HIM. Ni malo teh, ki ga zaradi temačnosti njegovih besedil in imidža primerjajo s Kurtom Cobainom (Nirvana) in Jimom Morrisonom (katerega je Ville igral v videu skupine The 69 eyes Wasting the dawn) iz legendarne skupine The Doors. Ville je prvi finski, če ne celo evropski sex simbol.

## Mladost
Ville Valo se je rodil 22. november 1976 v Vallili (predmestje Helsinkov) očetu Kariju Valu in materi Aniti (ki je madžarskega rodu) kot prvorojenec ( osem let kasneje se mu je pridružil brat Jesse). Kmalu po Villejevem rojstvu se je družina Valo preselila v mesto Oulunkylä, kjer je njegov oče odprl, med HIM fani tako znani, sex shop (pred tem je delal kot voznik taksija).  Ville sam opisuje svoje otroštvo kot prijetno in s tem ruši še en stereotip - da morajo frontmani rock skupin obvezno imeti problematično otroštvo. Bil je nagajivec z dobrimi ocenami. Med šolskimi predmeti ga je zanimala zelo široka paleta predmetov - od jezikov (vzgojen je bil dvojezično; poleg finščine tekoče govori tudi madžarščino, da obvlada angleščino pa več kot očitno dokazujejo njegova besedila) in umetnosti do matematike in biologije. Nikoli pa ni maral športa. K temu je največ pripomogla astma, za katero je zbolel pri šestih letih. Bolezen se je razvila kot posledica šoka, ki ga je doživel, ko mu je poginil kužek Fido. Poleg astme je Valo v tem obdobju zbolel za kar nekaj alergijami in dobil celo neke vrste strah pred živalmi, vendar ga ne označuje kot fobijo. Da bi se popolnoma posvetil glasbi, je pri šestnajstih letih pustil šolo. Nekaj časa je kot prodajalec delal v očetovi trgovini z erotičnimi pripomočki, vendar ga to delo ni osrečilo … kmalu za tem, je leta 1995 ustanovil skupino HIM - najuspešnejšo finsko skupino izven meja domače države.

## Zasebno življenje
Čeprav so HIM danes znani po vsej Evropi in (zadnje čase) tudi v Ameriki, je Ville ostal skromen. Živi v malem stanovanju v Helsinkih in najbolj uživa, ko lahko gre s prijatelji na pijačo ali igro biljarda. Leta 2005 se je Ville zaročil s svojo dolgoletno spremljevalko, finskim modelom Jonno Nygren, vendar sta se marca 2006 razšla. Vzrok za konec zveze bi naj bile njene težave, za katere on ni vedel, ter njena prevelika zahteva po pozornosti (ki ji je, zaposlen kot je, ni mogel nuditi). Zanikal pa je, da je vmes kakšna druga oseba.
Kot otrok glasbenih navdušencev (starša sta občudovala finske glasbenike kot npr. Tapio Rautavaara in Rauli Somerjoki) je Ville zelo kmalu vzljubil glasbo. Že ko je bil dojenček, ga je mama, kadar je jokal, tolažila tako, da ga je vzela v naročje, zapela pesem in z njim zaplesala. Kot triletni deček je že igral svoj prvi inštrument: bongo bobne. Kasneje je preko starejšega bratranca spoznal skupine, kot so Kiss, Black Sabbath in Iron Maiden, ki so ga zelo navdušile, navdušen pa je bil tudi nad drugimi zvrstmi (reggae, grunge, blues).

## Glasbeni koraki
Pri devetih letih je začel obiskovati Pop in Jazz konservatorij v Helsinkih, kjer je podrobneje spoznal vse te glasbene zvrsti, hkrati pa je začel sodelovati v različnih skupinah, med njimi B.L.O.O.D (1986–1989), Eloveena Boys (1987–1988), Kemotherapia (1989–1997) ter mnogih drugih. V omenjenih projektih je sodeloval kot basist. Pevec je postal čisto po naključju, ko je moral zaradi odsotnosti pravega pevca prevzeti mikrofon. Ville je ta dogodek ohranil v bolj neprijetnem spominu, saj je (kot pravi sam) skoraj umrl od treme. Sedaj pa poleg skupine HIM, kjer nastopa kot pevec (sicer igra tudi bobne in bas kitaro), Ville občasno sodeluje tudi z drugimi skupinami. Eden od njegovih najboljših prijateljev je Bam Margera.